# 안동동부초등학교
안동동부초등학교는 대한민국 경상북도 안동시 신세동에 있는 공립 초등학교이다.

## 학교 연혁
- 1919년 10월 1일 안동공립심상소학교 설립(일본인 수학)
- 1941년 4월 1일 안동공립국민학교로 개칭
- 1945년 8월 15일 광복으로 폐교
- 1945년 11월 7일 해방 후 재개교
- 1946년 7월 19일 안동동부국민학교로 교명 변경
- 1996년 3월 1일 안동동부초등학교로 개칭
- 1999년 3월 1일 문천초등학교 통폐합
- 2014년 2월 19일 제69회 13명 졸업(총 13,505명)
- 2014년 3월 1일 초등학교 7학급, 유치원 1학급 편성
- 2014년 9월 1일 제30대 남중호 교장 부임

## 참고 자료
- 안동동부초등학교 - 한국교육학술정보원 학교알리미